# Pablo Luna
Pablo Luna Carné (Alhama de Aragón, 21 de mayo de 1879-Madrid, 28 de enero de 1942) fue un prolífico compositor de zarzuelas español, destacado representante de un nuevo estilo de zarzuela inspirado en la opereta vienesa, especialmente en las obras de Franz Lehár.

## Vida

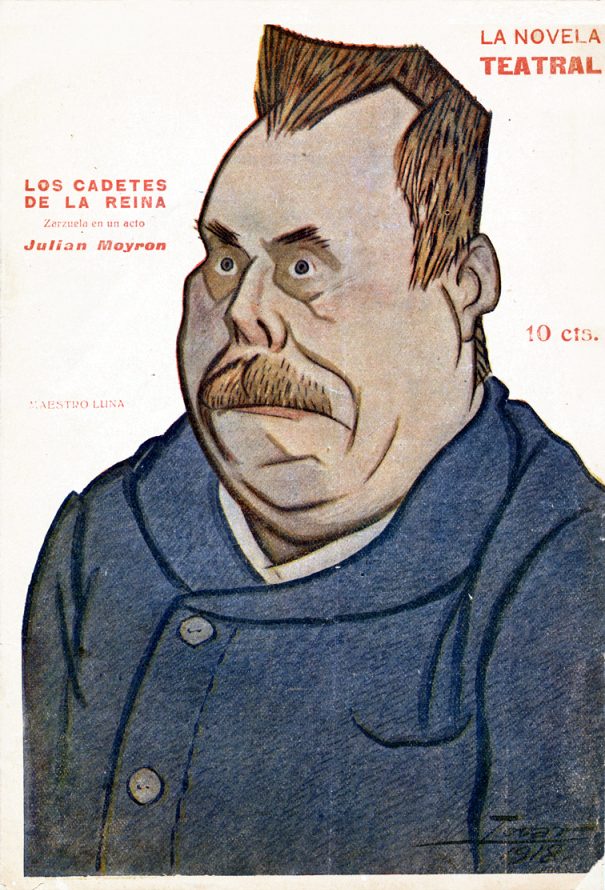
Caricaturizado por Tovar (1918)

Nacido en la localidad zaragozana de Alhama de Aragón el 21 de mayo de 1879, tuvo inclinaciones muy tempranas hacia la música. Entró en el Conservatorio de Zaragoza, en donde recibió clases de Teodoro Ballo y Miguel Arnaudas. Tras finalizar los estudios en el conservatorio se dio a conocer tocando el violín en hoteles, cafés, cines, iglesias, en una agrupación de cámara y en los teatros, donde no sólo ocupaba el atril de violín concertino, sino que con frecuencia ocupaba el puesto de director.
Tras varios años de ofrecer sus servicios como músico en este tipo de locales, en el año 1900 fue contratado como  concertino de la orquesta del teatro Principal de Zaragoza. Entre sus primeros trabajos como compositor podemos destacar los estrenos de La escalera de los duendes y La rabalera, en Bilbao y Zaragoza, respectivamente, en 1904. La música del maestro aragonés se inspira en los sonidos vieneses, parisinos y londinenses de inicios del siglo XX. Sin embargo, la influencia más importante que marcará tanto su vida como su obra es el estilo modernista y romántico propio de las obras de Puccini.
Durante estos primeros años de su carrera como compositor, el maestro Pablo Luna compaginaba su vida creativa con la dirección de agrupaciones musicales desde el foso. Una faceta paralela que el público de la zarzuela celebró con mucho éxito. En 1905 se traslada a Madrid para conocer mejor el mundo de la zarzuela. En especial entró en contacto con Ruperto Chapí, el segundo director del Teatro de la Zarzuela, Tomás Barrera Saavedra, posteriormente director de la orquesta, Gerónimo Giménez y otros. Trabajó como concertador y como director musical. También conoce al libretista Luis Pascual Frutos, que escribió el libreto para la opereta Mussetta, estrenada con éxito en 1908. A esta opereta le seguirán gran cantidad de otras obras escénicas. De esta forma, el compositor zaragozano empezaba a formar parte de la vida lírica de la capital de España. En 1909 debutó en el Teatro Apolo, con Fuente escondida, pero no gozó de mucho éxito. En ese mismo año tuvo lugar el incendio que arrasó el Teatro de la Zarzuela el día 8 de noviembre. Este suceso obligó a que la compañía de la zarzuela se disolviera, y Luna vagaría por los teatros menores de Madrid, hasta que el 2 de diciembre del 1910 en el Teatro Cervantes de Sevilla se estrenara Molinos de viento, con libreto de Luis Pascual Frutos. Una obra que le proporcionó un mayor índice de fama. Tiempo más tarde llegó al Teatro Eslava con una acogida triunfal, algo que abrió las puertas de todos los teatros al maestro Luna. En estos años volvía a recibir el aplauso y la ovación del público con Huelga de las criadas (1910), con libreto de Martínez Viergol en colaboración con Luis Foglietti. Tras este segundo éxito, vino una serie de obras que siguió la misma racha, Las hijas de Lemnis (1911), Sangre y arena (1911) basada en la obra de Blasco Ibáñez. Esta tendencia alcista se quebró cuando presentó La canción húngara, de clara influencia de Lehár, que no fue del gusto del público español.
En 1913 añadió a su catálogo una de las obras de mayor referencia de su vida, Los cadetes de la reina, una opereta influenciada por las formas vienesas. Esta obra obtuvo un importante éxito. Sin embargo, su éxito se volvió a ver afectado por La alegría del amor, una opereta de corte erótico que no caló en la sociedad española de inicios del siglo XX. En 1914, junto con Arturo Serrano, El maestro aragonés se convirtió en uno de los empresarios encargados del reconstruido y restaurado Teatro de la Zarzuela. Bajo su tutela se estrenaron obras de Conrado del Campo, Joaquín Turina, Rafael Millán, Jesús Guridi y el mismo Falla.
Luna no solo fue empresario del teatro, sino que también asumió la responsabilidad musical en el foso. La crítica lo alababa como una de las personalidades más experimentadas en cuando a la dirección musical. Durante los siguientes años, el compositor aragonés presenta una gran cantidad de obras que apenas se mantenían en cartel, por ejemplo, El aduar (1918), La mecanógrafa (1919), Pancho Virondo (1919), La Venus de las pieles (1920), etc. Al igual que estas obras, durante estos años, vería la luz la llamada "trilogía oriental" conformada por El asombro de Damasco (1916), El niño judío (1918)  y la obra de mayor éxito en la vida del maestro aragonés, Benamor (1923), con libreto de Antonio Paso y Ricardo González del Toro. Esta última ambientada en la corte de Ispahán, en Persia fue una de las obras más ambiciosas de Pablo Luna, y fue estrenada por la compañía de la famosa cantante Esperanza Iris.
Durante las décadas posteriores, la actividad musical del compositor aragonés fue frenética. Durante este periodo presentó una gran cantidad de obras, como La rosa de fuego (1924), La joven Turquía (1924) y Calixta la prestamista (1924), El anillo del sultán (1925), El fumadero (1927), La manola del Portillo (1928) o La chula de Pontevedra (1928), etc. En los últimos años de su vida artística tampoco volvió a remontar ninguno de sus éxitos previos. Ni la revista El antojo (1929), a mayor gloria de la eximia Celia Gámez, ni El caballero del guante rojo (1929) ni La mujer de su marido (1929) merecieron más allá de éxitos medianos y no demasiado duraderos. La década de 1930 fue muy dura, tanto para el maestro Luna como para la vida musical de la sociedad española, y mucho más para la Zarzuela. A inicios de 1942, el maestro padeció un ataque de uremia, que lo postró definitivamente, falleciendo el 28 de enero de 1942

## Obra

### Obras para orquesta
- Una noche en Calatayud, suite-fantasía
- ¡Arre borrico!, jota

### Música de películas
- 1933 Miguelón, o el último contrabandista
- 1935 La farándula
- 1935 Aventura oriental
- 1937 En busca de una canción
- 1937 Hogueras en la noche
- 1939 Molinos de viento
- 1943 Sucedió en Damasco
- 1950 Teatro Apolo

### Obras escénicas

#### Revistas
- 1909 A.C.T., Que se va el tío, revista en un acto (junto con Tomás Barrera Saavedra) - libreto de Manuel Fernández Palomero y Ernesto Córdoba.
- 1909 El Club de las solteras, pasatiempo cómico-lírico en un acto y cinco cuadros (junto con Luis Foglietti) - libreto de Manuel Fernández del Puente.
- 1911 El paraguas del abuelo, cuento fantástico en 1 acto (junto con Tomás Barrera Saavedra) - libreto de Guillermo Perrín y Miguel de Palacios.
- 1918 La mujer artificial o la receta del doctor Miró, 3 actos - libreto de Carlos Arniches y Joaquín Abati.
- 1923 La tierra de Carmen, revista en 3 actos (junto con Joaquín Valverde Sanjuán) - libreto de Antonio Paso y Cano y Carlos Primelles Rodríguez, escenas musicales de Tomás Barrera Saavedra.
- 1924 Rosa de fuego, revista en 3 actos - libreto de Antonio Paso y Cano.
- 1927 El fumadero.
- 1927 Roxana, la cortesana.
- 1929 El Antojo, travesía amorosa en 2 actos.
- 1930 La playa de Ola-Ola, vodevil lírico en 1 acto (junto con Rafael Calleja Gómez)-libreto de José Juan Cadenas y Emilio González del Castillo.
- 1932 ¡Cómo están las mujeres!, pasatiempo cómico lírico en 2 actos - libreto de Francisco García Loygorri.
- 1934 Las Peponas, revista en 3 actos - libreto Miguel Ligero y Enrique Povedano.
- 1934 Los Inseparables, humorada cómico lírica en 2 actos - libreto de Leandro Blanco y Alfonso Lapena.
- 1935 Las ansiosas* (junto con José Ruiz de Azagra). Revista en tres actos,  libreto de Enrique Paso Díaz y Salvador Valverde. Se estrenó el 10 de enero en el Teatro Maravillas de Madrid.
- 1935 La Colasa del Pavón.
- 1935 Al Cantar el gallo, opereta bufa en 3 actos - libreto de Francisco Ramos de Castro.
- 1935 Las siete en punto, reportaje de gran espectáculo, en 20 episodios, divididos en dos partes, un prólogo, un epílogo y una apoteosis - texto: Leandro Blanco y Alfonso Lapena.
- 1936 Piezas de Recambio, Humorada lírica en dos actos - Libreto de Fernando Neyra y García Sandoval.
- 1936 La sal por arrobas, 2 actos (junto con Jacinto Guerrero) - libreto de Antonio Paso y Cano.

#### Operetas
- 1908 Musseta - libreto de Luis Pascual Frutos.
- 1909 La Reina de los mercados, 1 acto - libreto de Guillermo Perrín y Miguel de Palacios.
- 1910 Molinos de viento, 1 acto - libreto de Luis Pascual Frutos.
- 1911 La Canción húngara.
- 1912 Canto de primavera, 2 actos - libreto de Luis Pascual Frutos.
- 1913 Los cadetes de la reina, 1 acto - libreto de Julián Moyron.
- 1913 La alegría del amor, 1 acto - libreto de Ramón Asensio Más y José Juan Cadenas Muñoz.
- 1914 La Corte de Risalia.
- 1914 El Rey del mundo, 1 acto - libreto de José María Martín de Eugenio.
- 1916 Jack, 3 actos - libreto de Maxim Brody, Franz Martos y Emilio González del Castillo.
- 1916 Sybill, 3 actos - libreto de Maxim Brody, Franz Martos y Emilio González del Castillo.
- 1916 El asombro de Damasco, 2 actos - libreto de Antonio Paso y Cano y Joaquín Abati, basado en una historia de "Las mil y una noches".
- 1918 Los Calabreses.
- 1921 El Sinvergüenza en Palacio, (junto con Amadeo Vives).
- 1923 Benamor, 3 actos - libreto de Antonio Paso y Cano y Ricardo García del Toro.
- 1939 Flor de Cerezo o La Gata encantada.

#### Zarzuelas
- 1903 Lolilla, la Petenera.
- 1904 Escalera de los Duendes.
- 1906 La Corte de Júpiter, (junto con Eduardo Fuentes Parra).
- 1908 Fuente Escondida.
- 1908 La Fiesta del Carmen (junto con Pedro Códoba).
- 1909 Oro y sangre.
- 1909 Salón moderno.
- 1909 Las Lindas perras, (junto con Rafael Calleja Gómez ).
- 1910 Llevar la derecha.
- 1910 Huelga de criadas, (junto con Luis Foglietti).
- 1910 Vida de príncipe, 1 acto, (junto con Luis Foglietti) - libreto de Antonio López Monís y Ramón Asensio Más.
- 1911 El Dirigible, 2 actos (junto con Arturo Escobar) - libreto de José Tellaeche.
- 1911 Las Hijas de Lemnos.
- 1911 Sangre y arena, 1 acto (junto con Pascual Marquina Narro) - libreto de Vicente Blasco Ibáñez, Gonzalo Jover y Emilio Gónzalez del Castillo.
- 1911 La Romerito, (junto con Rafael Calleja Gómez).
- 1912 Las Malas pulgas, (junto con San Nicolás).
- 1912 La Mujer de su marido.
- 1913 Los Cuatro gatos, (junto con Arturo Lapuerta).
- 1913 La Cucaña de Sotanillo.
- 1913 La Gloria del vencido, (junto con Marcelino Amenazavas).
- 1915 La Boda de Cayetana, o una Tarde en Amaniel.
- 1915 La Sultana, (junto con Arturo Lapuerta).
- 1915 Amores de aldea (junto con Reveriano Soutullo Otero).
- 1916 El Patio de los naranjos, 1 acto - libreto de Julio Pellicer y López y José Fernández del Villar.
- 1917 La Casa de enfrente, sainete en 1 acto - libreto de Serafín Álvarez Quintero y Joaquín Álvarez Quintero.
- 1917 Los Patineros, (junto con Luis Foglietti).
- 1918 El Aduar.
- 1918 El niño judío, 2 actos y cuatro cuadros - libreto de Enrique García Álvarez y Antonio Paso y Cano.
- 1918 Trini la clavellina.
- 1919 La Mecanógrafa.
- 1919 Muñecos de trapo, farsa musical en 2 actos - libreto de Antonio Paso y Cano.
- 1919 Pancho Virondo, zarzuela en 2 actos y cuatro cuadros - libreto de Enrique García Álvarez y Antonio Paso y Cano .
- 1920 El suspiro del moro, 1 acto (junto con Eduardo Fuentes Parra) - libreto de Antonio López Monís y Juan López Núñez.
- 1921 Los Papiros, zarzuela en 3 actos - libreto de Serafín Álvarez Quintero y Joaquín Álvarez Quintero.
- 1921 Su Alteza, se casa.
- 1922 Los Apuros de Pura.
- 1922 Los Dragones de París.
- 1923 La Moza de las campanillas.
- 1924 Calixta la prestamista.
- 1924 La Joven Turquía.
- 1925 La Paz del molino 2 actos, el segundo en tres cuadros - Libreto de Manuel Góngora y Miguel Manzano.
- 1925 Sangre de Reyes, 2 actos (junto con Francisco Balaguer Muriel) - libreto de Ángel Torres del Álamo y Antonio Asenjo Pérez Campos.
- 1925 El Tropiezo de la Nati.
- 1925 Las Espigas, (junto con Enrique Bru).
- 1926 Las Mujeres son así.
- 1926 La Pastorela, 3 actos (junto con Federico Moreno Torroba) - libreto de Fernando Luque y Enrique Calonge.
- 1927 El Tiro de pichón.
- 1928 El Cabaret de los Narcisos, (junto con Rafael Calleja Gómez)-libreto de Antonio Torres del Álamo y Antonio Asenjo.
- 1928 La Chula de Pontevedra, sainete en 2 actos (junto con Enrique Bru) - libreto de Enrique Paradas y Joaquín Jiménez.
- 1928 La Manola del Portillo, 3 actos (junto con Federico Moreno Torroba) - libreto de Emilio Carrere.
- 1928 La pícara molinera, 3 actos - Ángel Torres del Álamo y Antonio Asenjo Pérez.
- 1929 El Caballero del guante rojo.
- 1929 La Moza vieja, zarzuela en 3 actos - libreto de Federico Romero y Guillermo Fernández Shaw.
- 1929 La Ventera de Alcalá, (junto con Rafael Calleja Gómez)-libreto de José María Granada y Diego San José.
- 1931 Currito de la Cruz.
- 1931 Morena y sevillana.
- 1931 Flor de Zelanda- 2 actos - Luis Fernández de Sevilla y Anselmo C. Carreño.
- 1932 Los moscones - Sainete 2 actos - Pedro Lerena y Anselmo C. Carreño.
- 1939 Cocktail.
- 1939 Una copla hecha mujer.
- 1941 Las Calatravas, 3 actos - libreto de Federico Romero y José Tellaeche.
- 1944 Pilar de la victoria (junto con Julio Gómez).

(Obras escénicas de distinto tipo)
- 1916 El sapo enamorado, pantomima - basada en una historia de Tomás Borrás.
- La Boda de Antón, (junto con Emilio Acevedo).
- La Rabalera.
- La Flor del camino.[5]